# Atelandra
Atelandra  é um gênero botânico da família Lamiaceae.

## Espécies
- Atelandra incana
- Atelandra laurina
- Atelandra obtusifolia
- Atelandra polystachya